# 天寿寺塔
30°53′40″N 119°25′06″E / 30.894554°N 119.418440°E
天寿寺塔，原名天寿寺大圣宝塔，俗称天寺塔、天寿寺砖塔，是中华人民共和国安徽省广德市境内的一处宋塔，位于广德县城迎春街北侧原天寿寺内。一般认为该塔建于北宋太平兴国四年（979年），毁于元符二年（1099年）。后又重建。明清时期经过多次修缮。该塔是江南风格的楼阁式宝塔，为砖木结构，现塔高42.8米，塔基面积46平方米。1956年被列为安徽省文物保护单位，2013年被列为第七批全国重点文物保护单位。

## 历史

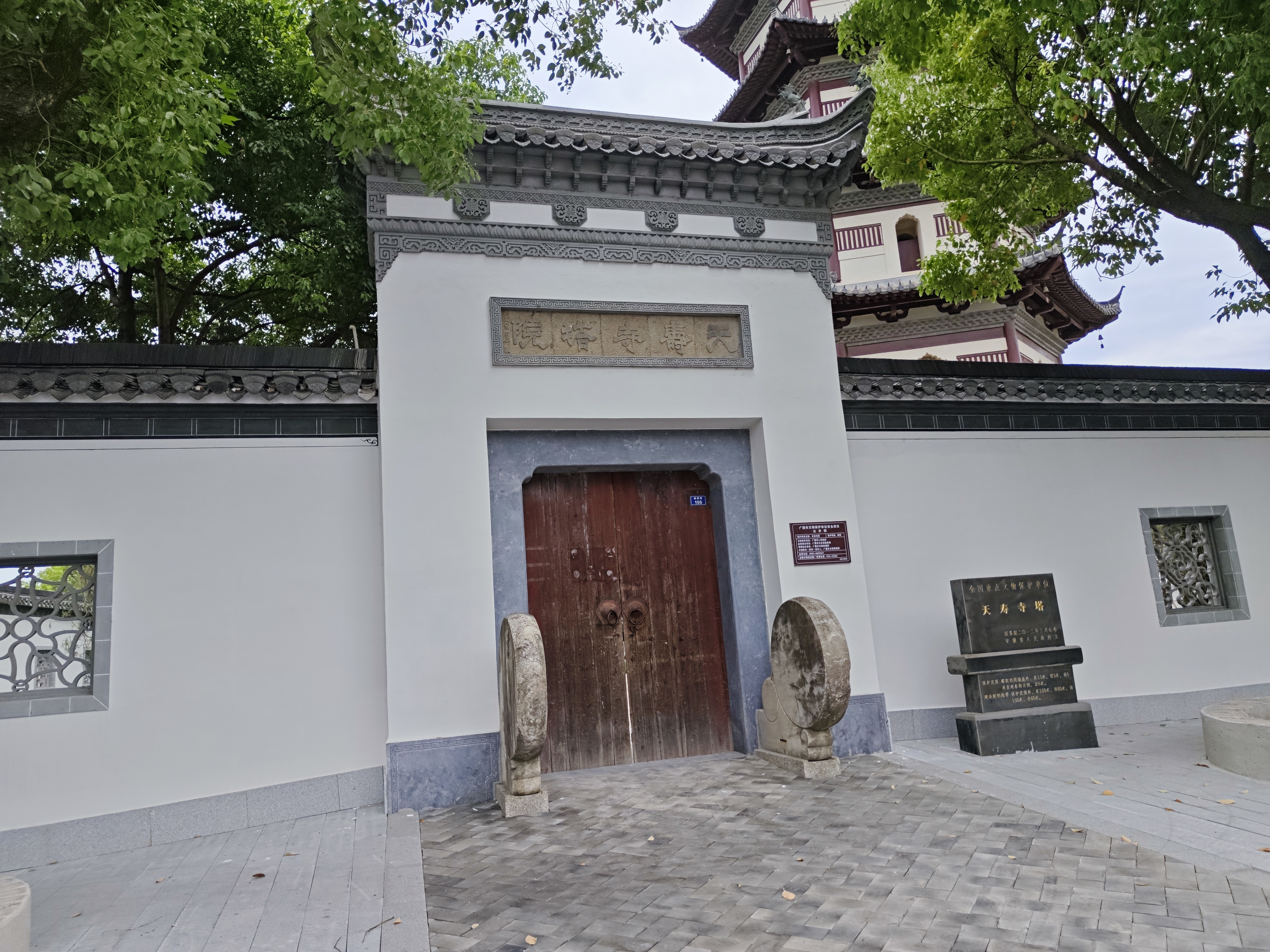
天寿寺塔院大门

天寿寺塔原名天寿寺大圣宝塔:1099，俗称天寺塔、天寿寺砖塔:165。该塔位于天寿寺大殿西南侧:165。天寿寺原名通天寺，后名开化寺，占地14400平方米，唐天佑年间（公元904-907年）法苑禅师建。明万历三十年（1602年）改为现名:165:22。天寿寺内另有大雄宝殿、山门、廊庑、僧舍等建筑，但现均已不存:165。塔随寺名，故称天寿寺大圣宝塔。天寿寺塔始建于北宋太平兴国四年（979年），初为五层六门砖塔。元符二年（1099年）十月二十七日夜被大火焚毁。元符三年（1100年）至崇宁四年（1105年）六月，由宋荣及其弟兄领头重修为七级浮屠:1099:22:86,89-90。相传南宋绍兴元年（1131年），金兀术占据广德州城后，将瞭望哨设在该塔最高层。岳飞为攻下广德城，用火箭将塔的飞檐和塔顶焚毁:165:220。明万历三十年（1602年），广德州知州何凤起募民重修:1099:165。清康熙七年（1668年）知州杨苞捐募重修:1099。乾隆三十七年（1772年）知州恒豫、州判左宜重修:1099。乾隆四十三年（1778年）知州石应璋又修:1099。嘉庆二十三年（1819年）七月一日，遭“龙卷风”袭击:165。光绪二十六年（1900年）重阳节观音庙会放爆竹起火，飞檐、楼板、塔顶被毁，仅存砖制塔体:1099:165。抗日战争初期，宝塔周围多次遭到日机轰炸，但塔身仍完好:87。
1956年11月22日，该塔被列为安徽省文物保护单位:1099:88。1983年发现地宫，出土石碑一块，其上记录了塔的历史:168。1983年8月24日，负责宝塔复原设计工作的技术干部由于不熟悉原建筑样貌与特征，因此按照北方的宝塔外形风格作了重新设计，修成后的宝塔外形不符原塔风格，引发群众议论:88。1984年7月，由国家文物局拨款，县文化局主持重修。至1986年4月完成修复:1099。2013年，被列入第七批全国重点文物保护单位。2016年12月23日，天寿寺塔修缮一期工程中标，并于次年9月12日完成修缮，重新对公众开放。2019年，安徽省人民政府划定了天寿寺塔保护范围：塔院四周墙基外，东1米，南5米至迎春街道北侧，西3米，北5米；并划定了天寿寺塔建设控制地带：保护范围外，东100米，南100米，西80米，北60米。现塔侧尚存唐代古井一口和明代植银杏树一株:511。

## 结构
现存砖塔为1984－1986年重修:168。塔是江南风格的楼阁式宝塔，为砖木结构，塔身为砖砌，塔顶各层出檐及楼面则用木材。塔共七级六面，并有六角飞檐，角悬铜铃，檐铺青灰色瓦，塔顶为铁锅式:165:165:87。高42.8米。塔基面积46平方米，内对角线长5.4米，门对距4.6米，底座周长26.4米，底层墙厚1.5米，全部以青砖铺成:1099:165。平面简单，仅由六边形塔外壁和直井式塔心室组成:165。塔底层与上下两段合成，共设有六门：正东、东南、东北三门相通，供人出入；正西、西南、西北三门沿内壁封闭，并各设一佛龛。龛内原有佛像，现已不存:347。这种建筑形式在皖南以外的地区尚不多见:347。各层转角均置扇形倚柱，一至五层递收5厘米，六层七层稍内收，柱底置八角鼓形柱盘和柱础，每个柱头上施砖制平行方涩、混线及菱角牙子两重:87；每面中央开设壸门（唯独西面六层之门头为圆形:87），二至七层壸门两侧设假直棂窗，其间并砌出槏柱、窗额、腰串及下枋:87。一至五层门道顶部为八角藻井，六、七两层为拱顶，塔身二至五层外廊逐层内收5－7厘米，六七两层同高，直径相同。二至五层阑额凹入，六、七两层阑额凸出，两端之角各有一道插拱:87。各层角柱都设有转角铺作，每面设补间铺2朵，一挑出檐。各层腰檐有补间铺作及转角铺作的砖制斗拱，其栌斗、散斗均作平盘式样，栌斗宽30厘米，散斗宽17厘米，高均8厘米。泥道拱长71厘米、高15厘米。戗角起翘和做法具有北方古建风格，并设计了新的龙吻，各层屋面安装一周，计800余只，每个战角悬挂一只铜铃，计42只。塔内逐层按顺时针方向安置有古式扶手板梯，与常州市文笔塔式样相似。考虑到观赏效果，底层暗楼没有恢复。每层楼面均用方砖铺砌，而且还隐藏安装了防雷设备，防雷设备是由芜湖市安装公司设计安装:88。

## 脚注
1. ↑  1983年出土的《大圣宝塔地宫石盖铭文》如此记载[1]:1099。1996年版《广德县志》采用该说法[8]:511。2013年版《广德县志》在正文中也记录了这一说法，但在补遗正误表中称该说法有误，其援引明、清《广德州志》，以及明冯梦祯《开化寺重修宝塔记》，认为该塔应始建于崇宁元年（1102年）[1]:1298。亦有部分书籍与2013年版《广德县志》的说法一致[3]:165[9]:220。
2. ↑  多数资料记为42米[1]:1099[2]:165[8]:511；有观点称为31.34米[6][7]:87；亦有观点称39.97米，其中塔身30.1米，塔顶4.5米，塔刹5.72米，屋面斜坡25度，各层飞檐出挑1.3米[5][10]:168